# Incendiul de la Windscale

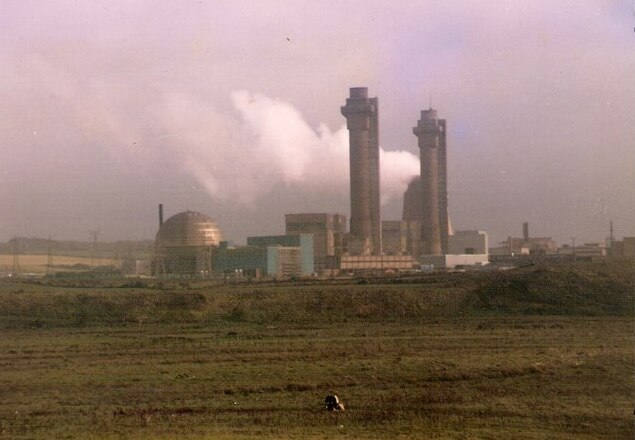
Zona Windscale în anul 1985

Incendiul de la Windscale din 10 octombrie 1957 a fost cel mai grav accident nuclear în istoria Marii Britanii, primind gradul 5 din 7 pe Scala Internațională Nucleară. Cei doi „piloni” cu reactori au fost construiți în grabă ca parte a proiectului britanic de bombă atomică. Pilonul nr. 1 a fost funcțional din octombrie 1950, iar cel de-al doilea din iunie 1951. 
După cel de-al doilea război mondial, guvernul britanic, care nu dorea să fie lăsat în urmă, a început un proiect de construire a unei bombe atomice cât mai repede posibil. 
Reactorii au fost construiți într-un timp scurt, lângă satul Seascale (Cumberland) și erau cunoscuți ca Pilonul Windscale 1 și Pilonul Windscale 2, construiți în clădiri de beton, la câteva sute de metri unul de altul. Reactorii erau răciți cu aer și moderați cu grafit. Deoarece produceau multă căldură a fost necesară răcirea reactorilor prin trimiterea aerului prin găurile din grafit. Aerul rece era tras de către o baterie de ventilatoare, iar aerul cald era evacuat prin spatele reactorului, și prin coș. Filtrele au fost adăugate târziu în urma insistențelor lui Sir John Cockcroft și erau puse la vârful galeriilor. Ele păreau inutile, o pierdere de timp, bani și o durere de cap pentru ingineri, fiind adăugate foarte târziu în construcție, în carcasă de beton la capătul celor 2 coșuri de 120 de metri. Din cauza aceasta, ele erau cunoscute ca „Prostia lui Cockcroft”, de către ingineri și muncitori. Dar după cum a fost demonstrat mai târziu, „Prostia lui Cockcroft” a oprit dezastrul din a deveni o catastrofă.
Reactorii erau construiți din grafit solid, cu canale prin care intrau pelete de uraniu și izotopi, pentru a le expune radiației neutronice și a produce plutoniu și radionuclizi. Combustibilul și izotopii erau introduși prin fața reactorului (fața de încărcare), iar combustibilul consumat era împins spre cealaltă parte a reactorului (fața de descărcare), într-o conductă de apă, inițial pentru răcire, după care urma extracția și procesarea plutoniului.
Pentru producția de plutoniu erau folosite recipiente de aluminiu în care era uraniu neîmbogățit, recipientul având deschizături, pentru a răci uraniul. Deoarece plutoniul era folosit pentru arme, adică se necesita plutoniu cât mai greu, se consuma cât mai puțin combustibil.
Când reactorii au fost construiți englezii aveau, spre deosebire de americani și sovietici, puțină experiență despre comportarea grafitului când este supus radiației neutronice. Fizicianul ungaro-american Eugene Winger a descoperit că grafitul, atunci când este supus radiației neutronice, suferă modificări în structura lui cristalină, producând energie potențială. Dacă se acumulează, energia potențială poate produce spontan multă căldură. După ce a fost construit și pus în funcțiune, Pilonul Windsacale 2 a cunoscut o creștere bruscă de căldură în nucleu care a fost atribuită energiei Winger. Acest lucru a alarmat oamenii de știință britanici, așa că a fost căutată o măsură de siguranță care elimina energia. Singura soluție viabilă a fost cea de călire a reactorului de granit, prin care era încălzit la 250 de grade Celsius, cu ajutorul combustibilului nuclear, pentru a permite atomilor de carbon mișcați să revină la locul lor, eliberându-și energia gradat sub formă de căldură și cauzând o întindere uniformă în tot reactorul. Deși călirea a fost eficientă, echipamentul de monitorizare, sistemul de răcire și reactorul nu au fost niciodată proiectate pentru așa ceva. Ciclurile de călire erau din ce în ce mai dificile.

## Accidentul
Ca Marea Britanie să semneze un tratat cu SUA, trebuia să demonstreze că sunt la același nivel cu ei. Uzina a fost construită ca să producă plutoniu pentru prima armă nucleară britanică. După explozia reușită a bombei nucleare, SUA a proiectat și construit bomba termonucleară care cerea tritiu. Deoarece Marea Britanie nu avea nicio uzină de producere a tritiului, au hotărât să modifice uzina Windscale. Tritiul era creat în reactorii nucleari prin activare neutronică a litiului-6. Fluxurile de neutroni trebuiau să fie mai mari așa că s-a hotărât reducerea dimensiunii sistemelor de răcire și reducerea neutronilor blocați de aluminiu. Din cauză că nu a fost proiectată pentru asta, uzina era periculoasă. După producerea tritiului în pilonul 1, s-a început producția de tritiu, ignorând problemele de căldură. Din această cauză căldura se aduna în anumite puncte ale pilonului 1, ea trecând neobservată din cauză că termocuplurile erau așezate după designul inițial.
Pe 7 octombrie 1957, în timpul unui ciclu de călire la pilonul 1, ingineri au redus puterea ventilatoarelor și au stabilizat puterea reactorului. În ziua următoare, pentru a termina călirea, puterea generatorului a fost scăzută. Când se părea că s-a terminat călirea, ei au introdus barele de control ca să oprească reactorul, dar a devenit clar că energia Winger nu se distribuia uniform pe suprafața reactorului. S-a mai reîncercat călirea, inginerii neștiind că unele locuri sunt mai calde decât altele. Tot ce s-a văzut pe aparate a fost o ușoară încălzire, ei așteptându-se la asta. În dimineața de 10 octombrie s-a realizat că se întâmplă ceva ciudat. Se aștepta ca temperatura să scadă, în schimb ea a continuat să crească, soluția găsită atunci a fost de a crește influxul de aer. Acest lucru nu a făcut altceva decât să împrăștie materialele radioactive. Deoarece nivelul radioactivității era foarte ridicat, s-a declarat stare de urgență.
S-a încercat analizarea pilonului cu un scanner, dar acesta s-a blocat din cauza nivelului prea mare al radioactivității. Tom Hughes s-a dus împreună cu un alt inginer să verifice personal, ei fiind îmbrăcați în costume antiradiații. Atunci au văzut că reactorul era roșu din cauza căldurii excesive.
Atunci s-a realizat că reactorul luase foc, iar focul ținuse minim 48 de ore. Managerul reactorului Tom Tuhoy a urcat până în vârful pilonului ca să vadă „fața de descărcare”. Aici a văzut o lumină roșie incandescentă, luminând zona dintre reactor și containerul din spate. Recipientele de combustibil erau topite și curgeau spre spatele reactorului. După acestea el a mai revenit de câteva ori ca să vadă cum focul ardea peste tot, inclusiv pe zidurile de beton special construite pentru a face față temperaturi ridicate. La început nu se știa ce să se facă cu focul. S-a încercat stingerea focului cu ajutorul ventilatoarelor, dar ele doar au întețit focul. Combustibilul nears a fost scos din reactor și s-a propus scoaterea combustibilului ce ardea, dar s-a dovedit că este imposibil. După aceea, combustibilul a devenit alb din cauza radiațiilor. Următorul mod de stingere folosit a fost folosirea dioxidului de carbon. Și acesta s-a dovedit ineficient deoarece focul era atât de fierbinte încât oxigenul fusese consumat deja înainte de a atinge focul. După aceea s-a încercat cu apă deoarece pe 11 octombrie focul atinsese mai mult de 1300°C, fiind consumate peste 12 tone de uraniu. Acest lucru era periculos deoarece putea să distrugă scutul biologic ce înconjura reactorul, dar din cauza lipsei altor soluții, a fost încercată această metodă. Aproximativ o duzină de furtunuri au fost montate. Tuhoy a ordonat să se pompeze apă, și lipsa altor reacții a permis ca furtunurile să fie folosite la capacitate maximă. Deoarece nici această metodă nu a funcționat a ordonat ca toată lumea să plece din clădire, numai el și șeful pompierilor rămânând să oprească ventilatoarele. Din cauza aceasta când s-a urcat înapoi pe clădire a văzut că totul era lipit, lucru datorat focului care lua aer de unde putea. Deoarece nu mai era aer rămas în reactor focul a început să se stingă. După ce s-a stins focul, au mai rămas 15 tone de uraniu în reactor. 
Deși acesta a fost cel mai puternic accident nuclear din vestul Europei, s-au eliminat mult mai puține materiale nucleare decât la Cernobîl (740 TBq de iod-131; 22 TBq de cesiu-137 și 13000TBq de xenon-133 și alte materiale în cantități neglijabile).
Deoarece iodul-131 este deosebit de periculos pentru tiroidă, au fost înregistrate peste 240 de victime din cauza cancerului de tiroidă.